# Drăculeștii
I Drăculești (in italiano: del Drago o del Dragone) furono una delle due linee maggiori originatesi dal casato dei Basarabidi, la schiatta che costituì e garantì i primi governanti al principato autonomo di Valacchia; l'altra linea fu quella dei Dănești. Drăculești e Dănești furono in lotta costante per il controllo sul trono valacco tra XIV e XVI secolo, dando al paese la maggior parte dei suoi voivoda (principi). Venuta meno la minaccia dei Dănești, i Drăculești trovarono nuovi nemici nella famiglia dei potenti boiari Craiovești d'Oltenia, che accampavano anch'essi una discendenza dalla Casa dei Basarabidi.

## Storia

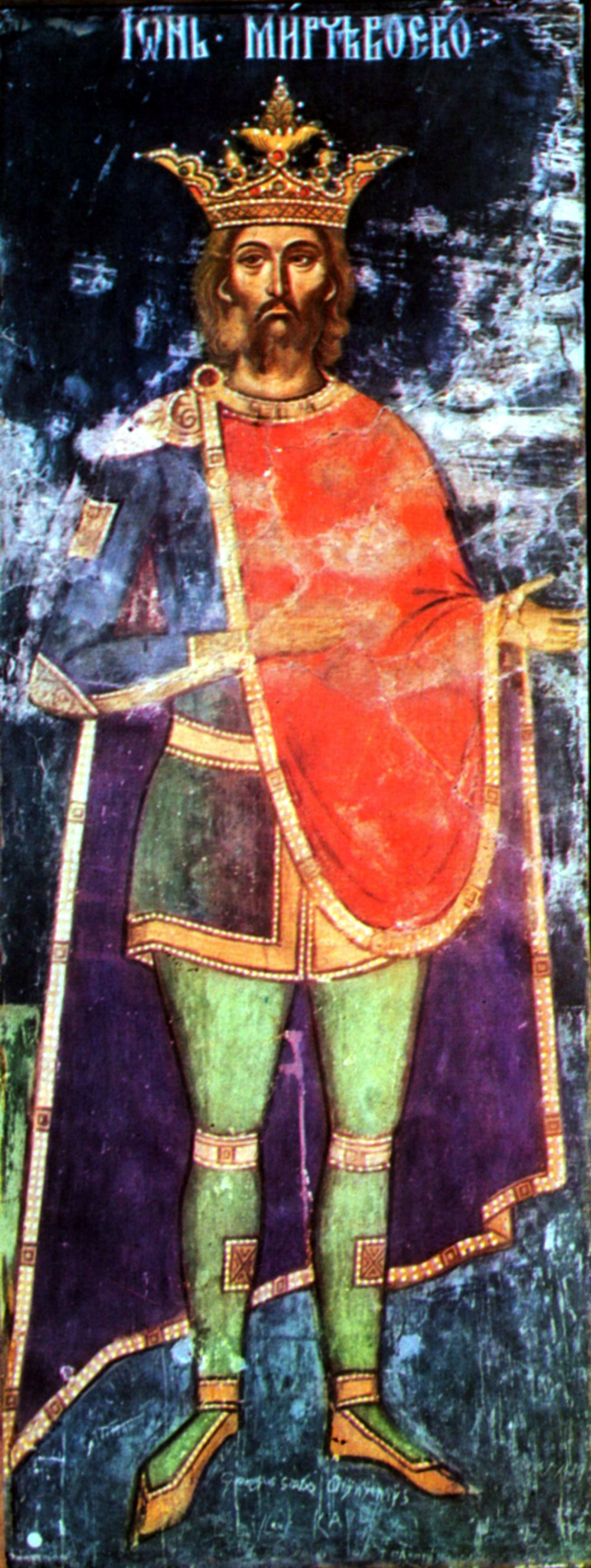
Mircea I cel Bătrân

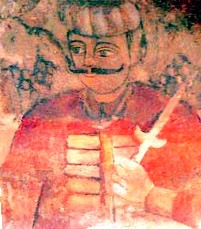
Vlad II Dracul

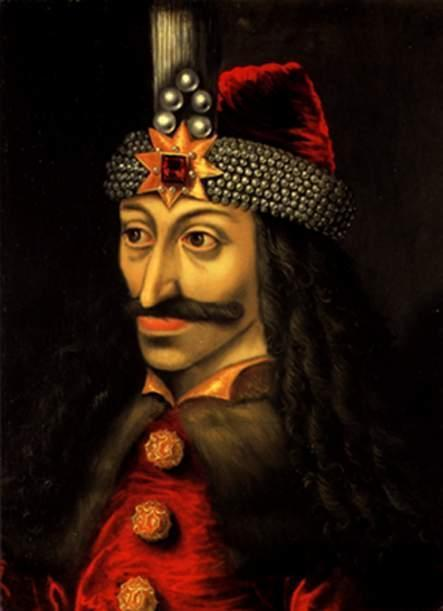
Vlad III Țepeș

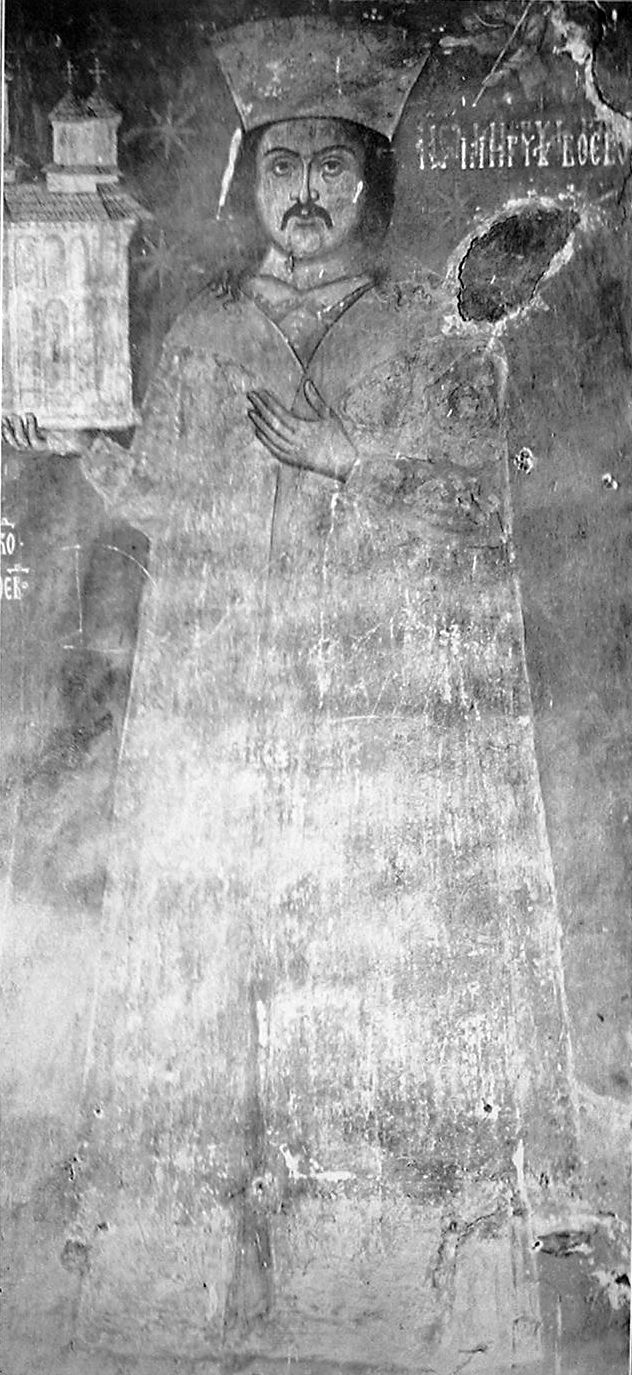
Mircea V Ciobanul

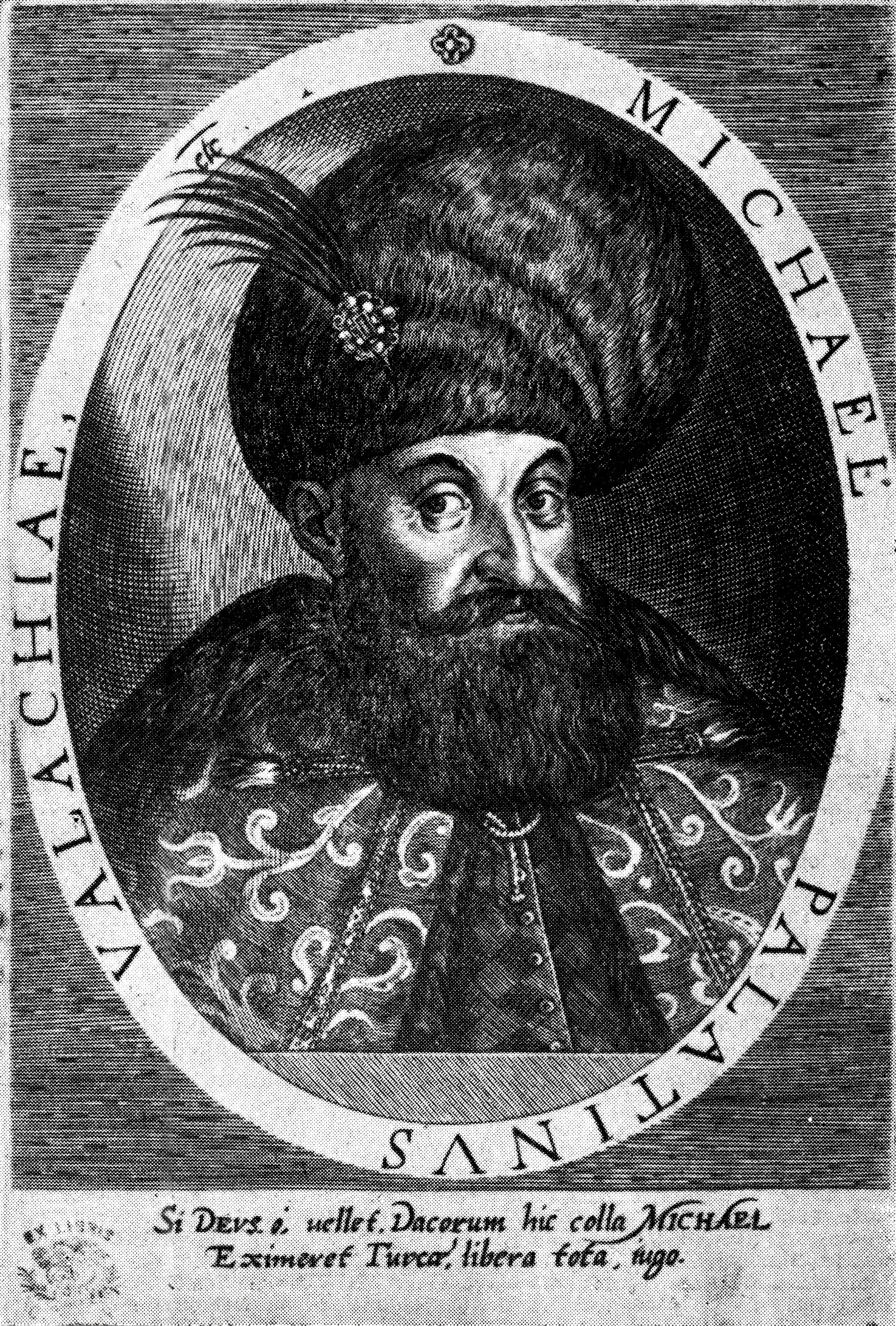
Michele il Coraggioso

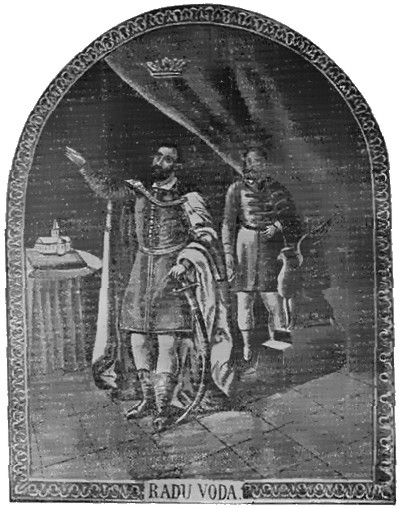
Radu IX Mihnea

La stirpe dei Basarabidi si scisse in due tronconi nel 1386. Il voivoda (principe) Dan I di Valacchia era morto combattendo contro lo zar Ivan Šišman di Bulgaria ed essendo il suo erede troppo giovane per regnare, il potere passò al fratello minore di Dan, Mircea I cel Bătrân. Mircea regnò per 32 anni (1386-1418), irrobustendo le basi politico-militari del voivodato di Valacchia, ma, alla sua morte, l'ingerenza negli affari del Regno d'Ungheria e dell'Impero ottomano, le due potenze che si contendevano il controllo sull'area danubiana, fomentò la contesa tra i discendenti di Dan I, i Dănești, e i discendenti di Mircea, i Drăculești.
Rapidamente scomparso l'erede diretto di Mircea, Mihail I di Valacchia (...-1420), i successori Radu II Chelul (...-1427) ed Alexandru I Aldea (...-1436) si allearono al sultano per avere appoggio contro Dan II di Valacchia (...-1432), spalleggiato dagli ungheresi. Con il regno del voivoda Vlad II Dracul (1436-1447), cui la dinastia dovette il nome, la politica di conciliazione con gli ottomani proseguì, ma già gli eredi legittimi di Dracul, Mircea II di Valacchia, crociato a Varna nel 1444, e Vlad III di Valacchia (che ispirò il famoso Dracula di Bram Stoker), contro il quale il sultano Maometto II guidò personalmente una spedizione punitiva nel 1462, iniziarono a distaccarsi dalla linea anti-ungherese filo-ottomana che aveva caratterizzato le prime mosse dei Drăculești.
Il regno di Radu III cel Frumos, figlio di secondo letto di Dracul, riportò la dinastia su linee nettamente filo-ottomane (messo al potere da Maometto II durante la campagna contro Vlad III, Radu sarebbe stato, secondo alcuni studiosi, addirittura amante del sultano) mentre gli stessi Dănești iniziarono a ricorrere all'appoggio della Sublime porta nel tentativo di insediarsi definitivamente quali autocrati di Valacchia con Basarab III Laiotă cel Bătrân e Basarab IV Țepeluș cel Tânăr.
Scomparso Radu III senza eredi maschi, le linee di discendenza della schiatta si ridussero agli eredi di Vlad III e agli eredi di Vlad IV Călugărul, altro figlio di Vlad II.
A partire dal regno di Vlad Călugărul (1481-1495) e, soprattutto, del figlio Radu cel Mare (1495-1508), la linea di condotta ufficiale della dinastia fu apertamente filo-ottomana. La contesa per il potere tra gli eredi, legittimi ed illegittimi, di Radu cel Mare indebolì però enormemente le capacità politico-militari della Valacchia, a tutto vantaggio dei turchi. I discendenti di Vlad III, il figlio Mihnea I cel Rău e il nipote Mircea III Dracul, proseguirono invece con la politica anti-turca dell'Impalatore, cercando continuamente appoggi in Moldavia e Transilvania. Nel frattempo, il regno di Basarab V Neagoe (1512-1521) segnava l'ingresso della stirpe dei Craiovești nella contesa per il trono valacco.
L'avvento sul trono di Istanbul del sultano Solimano il Magnifico (1520-1566) mutò drasticamente gli equilibri di forze nella zona danubiana. Stroncati in via definitiva gli ungheresi nella Battaglia di Mohács (1526), i turchi misero i Drăculești nella condizione di chiudere la contesa dinastica in seno alla stirpe dei Basarabidi: il 29 agosto 1530, Vlad VII Înecatul, appoggiato da Solimano, stroncò nella Battaglia di Viișoara le forze di Mosè di Valacchia, uccidendo il parente ed estinguendo così la stirpe dei Dănești. Per contro, però, Solimano si rivelò ben presto un vicino troppo potente ed invasivo per i voivoda danubiani, come ben testimoniato dalla vita del Drăculești Mircea V Ciobanul (...-1559), messo e rimesso al potere per diretta volontà degli ottomani come un fantoccio.
Parallelamente, gli Asburgo, padroni di ciò che restava del regno ungherese grazie al Trattato di Gran Varadino (1551), si costituirono quali possibili alleati anti-turchi per i Drăculești, decisi ad usurpare il trono di qualche parente: su tutti l'esempio di Radu VIII Ilias Haidăul, che per due anni (1552-1553) contese il potere allo zio Mircea Ciobanul.
Venuto meno il favore della Sublime Porta a Mihnea II Turcitul (1591), discendente diretto di Vlad Țepeș che arrivò a convertirsi alla fede musulmana nel tentativo di riconquistare l'appoggio dei turchi, il sultano Murad III risolse di pacificare la contesa tra i vari Drăculești per la sovranità sulla Valacchia riconoscendo voivoda nel 1593 Michele il Coraggioso (...-1601), discendente di Radu cel Mare. Michele si alleò però con l'imperatore Rodolfo II d'Asburgo e combatté nella Lunga Guerra (1593-1604) che cercò di ridisegnare gli equilibri di forze tra l'Occidente cristiano e la Sublime porta. Nel 1600, grazie all'intrigo e alle sue doti di comandante militare, Michele riunì sotto il suo scettro le corone di Valacchia, Transilvania e Moldavia, i tre principati che sarebbero poi confluiti nell'attuale Romania. Divenuto troppo potente, Michele venne assassinato per ordine degli Asburgo nel 1601.
Mentre il trono valacco veniva conteso dalla dinastia moldava dei Movilești e i principati danubiani venivano invischiati nella Guerra dei Magnati di Moldavia (1593-1617), il figlio di Mihnea II Turcitul, Radu IX Mihnea, riuscì a far rivivere il sogno di Michele il Coraggioso, alternando il dominio sulla Valacchia (1611-1616 e 1620-1623) a quello sulla Moldavia (1616-1619 e 1623-1626). Si trattò però di un raggiungimento effimero, dato che Radu IX dovette sempre il suo potere ad una diretta intromissione della Sublime Porta. I Drăculești, in buona sostanza, non erano più in grado di costituirsi quali sovrani indipendenti della Valacchia senza l'appoggio militare di una delle potenze dell'Europa Orientale: gli Asburgo, i polacchi o i turchi.
L'erede di Radu IX, Alexandru V Coconul, ereditò il regno valacco dal padre nel 1623 e lo tenne fino al 1627; appoggiato dai turchi, fu voivoda di Moldavia nel biennio 1629-1630 e morì ad Istanbul nel 1632. Nel biennio 1658-1659 fu il fratello di Alexandru V, Mihnea III di Valacchia, a reggere il trono valacco con l'appoggio turco. Fu l'ultimo sovrano valacco della stirpe dei Drăculești.

## Principi della dinastia Drăculești
Lista dei Drăculești succedutisi sul trono di Valacchia.
| Voivoda                         | |
| ------------------------------- | --- |
| Vlad II Dracul                  | 1436-1442, 1443-1447; figlio di Mircea cel Bătrân                                                                             |
| Mircea II di Valacchia          | 1442; figlio di Vlad II |
| Vlad III Țepeș                  | 1448, 1456-1462, 1476; figlio di Vlad II, noto anche come Vlad III Draculea                                                   |
| Radu III cel Frumos             | 1462-1473, 1474; figlio di Vlad II                                                                                            |
| Vlad IV Călugărul               | 1481, 1482-1495; figlio di Vlad II                                                                                            |
| Radu IV cel Mare                | 1495-1508; figlio di Vlad Călugărul                                                                                           |
| Mihnea I cel Rău                | 1508-1509; figlio di Vlad Țepeș                                                                                               |
| Mircea III Dracul               | 1510; figlio di Mihnea cel Rău; suo figlio Petru Șchiopul fu voivoda di Moldavia                                              |
| Vlad V cel Tânăr                | 1510-1512; figlio di Vlad Călugărul                                                                                           |
| Radu V de la Afumați            | 1522-1523, 1524, 1524-1525, 1525-1529; figlio di Radu cel Mare                                                                |
| Radu VI Bădica                  | 1523-1524; figlio di Radu cel Mare                                                                                            |
| Vlad VII Înecatul               | 1530-1532; figlio di Vlad cel Tânăr                                                                                           |
| Vlad VIII Vintilă de la Slatina | 1532-1534, 1534-1535; figlio di Radu cel Mare                                                                                 |
| Radu VII Paisie                 | 1534, 1535-1545; figlio di Radu cel Mare                                                                                      |
| Mircea V Ciobanul               | 1545-1552, 1553–1554, 1558-1559; figlio di Radu cel Mare                                                                      |
| Radu VIII Ilias Haidăul         | 1552-1553; figlio di Radu V de la Afumați                                                                                     |
| Pătrașcu cel Bun                | 1554-1558; figlio di Radu VII Paisie                                                                                          |
| Petru I cel Tânăr               | 1559-1568; figlio di Mircea V Ciobanul                                                                                        |
| Alexandru II Mircea             | 1568-1574, 1574-1577; figlio di Mircea III Dracul                                                                             |
| Vintilă di Valacchia            | 1574; figlio di Pătrașcu cel Bun                                                                                              |
| Mihnea II Turcitul              | 1577-1583, 1585-1591; figlio di Alexandru II Mircea                                                                           |
| Petru II Cercel                 | 1583-1585; figlio di Pătrașcu cel Bun                                                                                         |
| Mihai Viteazul                  | 1593-1600; presunto figlio di Pătrașcu cel Bun, primo unificatore dei Principati danubiani                                    |
| Radu IX Mihnea                  | 1601-1602, 1611-1616, 1620-1623; regnò anche sulla Moldavia dal 1616 al 1619 e dal 1623 al 1626; figlio di Minhea II Turcitul |
| Alexandru V Coconul             | 1623-1627; regnò anche sulla Moldavia nel biennio 1629-1630; figlio di Radu IX Minhea                                         |
| Mihnea III Radu                 | 1658-1659; figlio di Radu IX Mihnea                                                                                           |

### Esplicative
1. ↑  Piccolomini 1984, p. 229.
«Ai nostri giorni esistono due fazioni presso i Valacchi: i Dan e i Dracula. Questi ultimi, essendo più deboli e vedendosi continuamente perseguitati in tutti i modi dai Dan, chiesero soccorso ai Turchi e con il loro aiuto militare schiacciarono i Dan e li annientarono quasi del tutto. I Dan si avvalsero dell'aiuto di Giovanni Hunyadi che al tempo regnava sugli Ungheresi; costui, però, non restituì loro i beni ma tenne per sé la gloria e la ricchezza. E, dopo aver strappato le terre dei Dan al dominio dei Turchi, le occupò e le serbò per sé e per i suoi successori come possesso perpetuo.»

### Bibliografiche
1. ↑  Giurescu e Giurescu 1976, p. 112.
2. ↑  Calcondila 1958.
3. ↑  Cazacu 2006, p. 163.
4. ↑  Giurescu e Giurescu 1976, pp. 119-201.
5. ↑  Giurescu e Giurescu 1976, pp. 201-207.
6. ↑  Giurescu e Giurescu 1976, pp. 226-232.
7. ↑  (RO) Nicolae Iorga, Istoria lui Mihai Viteazul, Bucharest, Editura Militară, 1968, OCLC 1243864.
8. ↑  Xenopol 1896, pp. 54-56.

### Fonti
- (GRC) Laonico Calcondila, Αποδείξεις Ιστοριών [Historiarum demonstrationes], a cura di V. Grecu, Bucarest, 1958.
- (LA) Papa Pio II, Commentarii rerum memorabilium quae temporibus suis contigerunt, post 1464. in BAV, Reg. lat. 1995, ed.  Enea Silvio Piccolomini, Papa Pio II, Commentarii, a cura di L. Totaro, Adelphi Classici, n. 47, Milano, Adelphi, 1984.
- (GRC) Ducas, Storia, post 1462. in BNF MS. Gr. 1310, ed. (LA) Ducas, Historia ovvero Historia turco-bizantina 1341-1462, a cura di Michele Puglia, Rimini, 2008, ISBN 88-8474-164-5.

### Studi
In italiano
- Matei Cazacu, Dracula. La vera storia di Vlad III l'Impalatore, Milano, 2006, ISBN 88-04-55392-8.

In altre lingue
- (EN) Radu R. Florescu e Raymond T. McNally, Dracula: Prince of Many Faces, 1989.
- (RO) Constantin C. Giurescu e Dinu C. Giurescu, Istoria Romanilor volume II (1352-1606), Bucarest, 1976.
- (FR) Nicolae Iorga, Histoire des Roumains : volume IV, Les chevaliers, Bucarest, 1937.
- (RO) Nicolae Iorga, Domni români după portrete și fresce contemporane, Sibiu, 1930.
- (RO) I. Minea, Vlad Dracul si vremea sa, Iasi, 1928.
- (EN) Kurt W. Treptow, Dracula : essays on the life and times of Vlad Țepeș, New York, 1991.
- (EN) M.J. Trow, Vlad the Impaler, Glouchestershire, 2003.
- (FR) Alexandru Dimitrie Xenopol, Histoire des Roumains de la Dacie trajane : Depuis les origines jusqu'à l'union des principautés : Tome I des origines à 1633, Parigi, Ernest Leroux, 1896.